# Tiraspol
Tiraspol (Russisch: Тира́споль, Oekraïens: Тирасполь) is een stad in Moldavië op de oostoever van de Nistru of Dnjestr. De stad ontleent haar naam aan deze rivier, die in de oudheid Tiras heette. Het is met bijna 134.000 inwoners (2015) de tweede grootste stad van het land. De stad ligt op 26 meter boven zeeniveau.

## Geschiedenis
De stad werd gesticht in 1792 als Russische fortificatie. Vanaf de Oktoberrevolutie behoorde de stad tot de Oekraïense SSR en vanaf 1929 was het de hoofdstad van de Moldavische ASSR die in 1924 binnen deze deelstaat was gesticht. Tiraspol werd in 1940 met de rest van de Moldavische ASSR bij de sovjetrepubliek Moldavië gevoegd, die voor het overgrote deel bestond uit van Roemenië afgedwongen grondgebied. Toen Moldavië zich in 1991 onafhankelijk verklaarde, werd Tiraspol de hoofdstad van de eenzijdig uitgeroepen republiek Transnistrië, die op gespannen voet staat met de rest van Moldavië.
Op dat moment waren de inwoners van Tiraspol voor 38% Russen, voor 32% Oekraïners en voor 18% Moldaviërs (dat wil zeggen sprekers van het Moldavisch). Sindsdien is het inwonertal met zo'n 50.000 teruggelopen door emigratie, vooral van Moldaviërs en Joden.

## Sport
Het belangrijkste sportcomplex van Tiraspol is eigendom van het bedrijf Sheriff. In het Sheriffstadion spelen de voetbalclubs FC Sheriff Tiraspol en FC Tiraspol hun wedstrijden. Ondanks de ligging van Tiraspol in Transnistrië spelen deze clubs in de Moldavische competitie. FC Sheriff Tiraspol is zelfs de recordkampioen van Moldavië en het nationale Moldavisch voetbalelftal heeft interlands gespeeld in het Sheriffstadion.

## Geboren
- Nikolay Zelinsky (1861-1953), Russisch chemicus
- Michail Larionov (1881-1964), Russische avant-garde-schilder
- Alexandru Popovici (1977), Moldavisch voetballer
- Stanislav Namașco (1986), Moldavisch voetballer